# Passione (Fred De Palma)
Passione è un singolo del cantautore italiano Fred De Palma, pubblicato il 19 luglio 2024.

## Tracce
Testi di Davide Petrella, Federico Palana e Paolo Antonacci, musiche di Julien Boverod e Michele Zocca.
1. Passione – 2:43
2. Passione (Cristian Marchi Remix) – 2:53

## Classifiche
| Classifica (2024) | Posizione massima |
| ----------------- | ----------------- |
| Italia            | 37                |